# Lady Williams (manzana)
Lady Williams es una variedad de manzana cultivar de manzano (Malus domestica). 
Un híbrido de manzana diploide que se originó como una plántula casual en "Donnybrook", Australia Occidental, alrededor de 1935. Se desconocen los padres, pero se cree que son 'Granny Smith x 'Jonathan'. Tienen carne de color crema, con una pulpa firme y crujiente.

## Historia
'Lady Williams' es una variedad de manzana, que se originó como una plántula casual en Donnybrook, Australia Occidental, alrededor de 1935. Se desconocen los padres, pero se cree que son como Parental-Madre'Granny Smith x polen de'Jonathan' como Parental-Padre.
'Lady Williams' está cultivada en diversos bancos de germoplasma de cultivos vivos tales como en National Fruit Collection (Colección Nacional de Fruta) de Reino Unido con el número de accesión: 1978-136 y nombre de accesión: "Lady Williams".

## Progenie
'Lady Williams' tiene en su progenie como Parental-Padre, a las nuevas variedades de manzana:
- 'Cripps Red'
- 'Cripps Pink'
- 'Western Dawn' (Enchanted)

## Características
'Lady Williams' es un árbol de un vigor moderadamente vigoroso. Necesitan una buena exposición al sol y veranos largos. Aclareo de la fruta necesario para evitar la sobreproducción. Tiene un tiempo de floración que comienza a partir del 2 de mayo con el 10% de floración, para el 7 de mayo tiene una floración completa (80%), y para el 16 de mayo tiene un 90% caída de pétalos.
'Lady Williams' tiene una talla de fruto medio a grande dependiendo de la cantidad de raleo practicada; forma oblonga o cónica; con nervaduras débiles-medias, y corona débil-media; epidermis tiende a ser dura suave con color de fondo es verde, con un sobre color lavado granate en la cara expuesta al sol, importancia del sobre color medio-alto, y patrón del sobre color rayado / moteado, numerosas lenticelas de colores claros, ruginoso-"russeting" (pardeamiento áspero superficial que presentan algunas variedades) bajo; cáliz es pequeño y cerrado, asentado en una cuenca abierta y poco profunda con las paredes ligeramente arrugadas; pedúnculo es largo y algo delgado, colocado en una cavidad profunda en forma de embudo con ruginoso-"russeting"; carne de color crema, tienen una pulpa firme y crujiente.
Su tiempo de recogida de cosecha a mediados de noviembre. Se mantiene bien hasta cinco meses en cámara frigorífica. Necesita veranos largos para madurar.

## Usos
'Lady Williams' es una variedad de manzana buena para comer en postre de mesa.